# Eurytoma asyneumae
Eurytoma asyneumae is een vliesvleugelig insect uit de familie Eurytomidae. De wetenschappelijke naam is voor het eerst geldig gepubliceerd in 1993 door Zerova.